# 木川隼吾
木川 隼吾（きかわ じゅんご、1983年9月26日 - ）は、日本の元ラグビーユニオン選手。

## プロフィール
- 埼玉県出身。
- ポジションはプロップ(PR)。
- 身長 177cm、体重 105kg
- ニックネームはジュゴン[2]。
- U23日本代表候補に選ばれたことがある[3]。

## 略歴
13歳からラグビーを始めた。
2002年、深谷高校卒業後、大東文化大学に入学する。
2005年、大東文化大学ラグビー部の主将に就任した。
2006年、大東文化大学卒業後、三洋電機ワイルドナイツ（現・パナソニック ワイルドナイツ）に加入。同年9月30日に行われたジャパンラグビートップリーグ第4節のワールドファイティングブル戦に先発出場で公式戦初出場を果たす。
2016年、現役を引退して熊谷市の職員になった。